# قومية (بيسان)

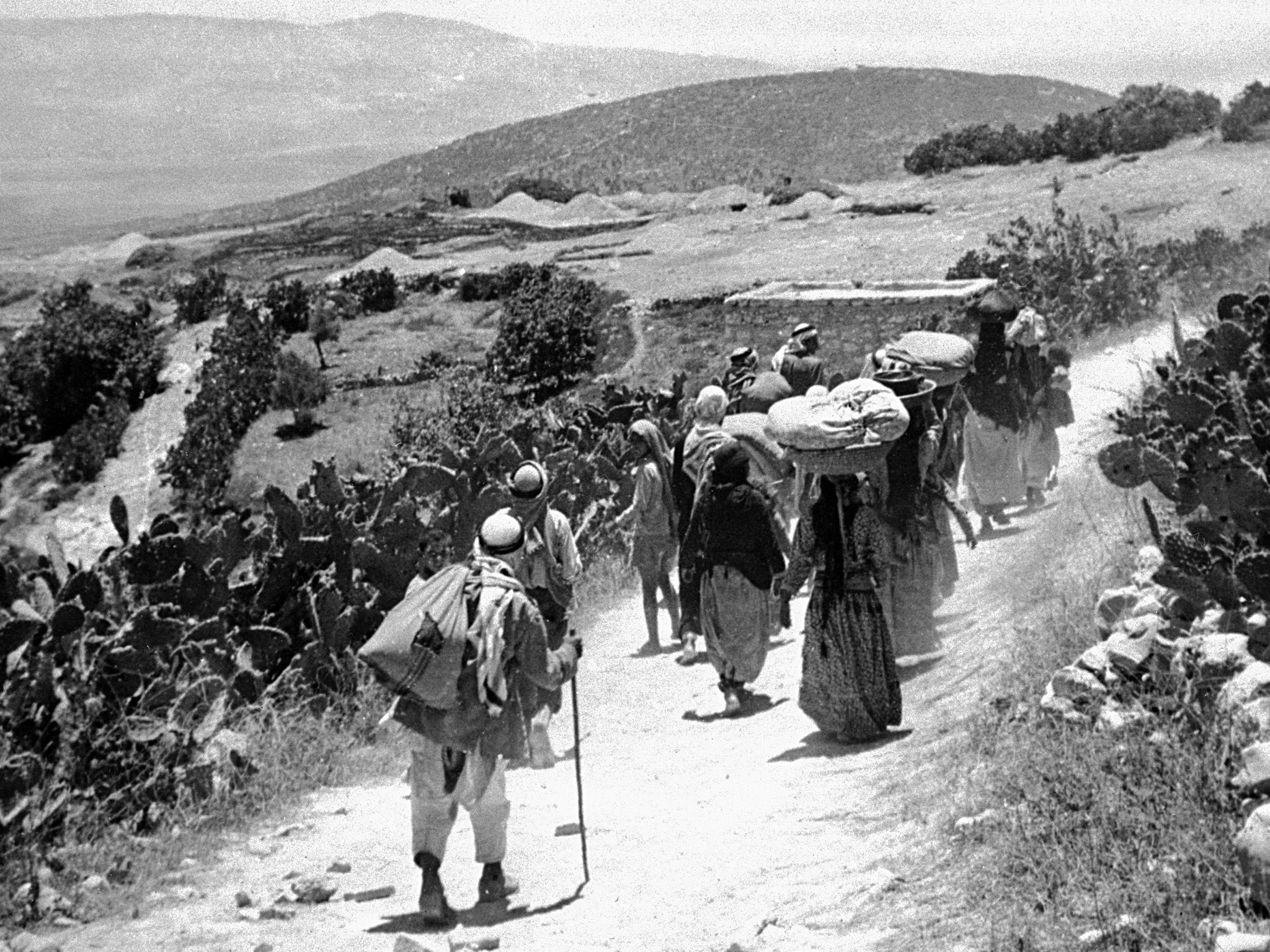
تهجير قرية قومية عام 1948

قومية قرية فلسطينية تقع على رأس تل يرتفع 75م عن سطح البحر عند الحدود الشرقية لقضاء جنين، وإلى الشمال الغربي من مدينة بيسان، وتبعد عنها 12.5كم. وتبلغ مساحة أراضيها (4898) دونماً، تحيط بها أراضي قرى الطيبة ويبلى والمرصص وشطة. بها أراض زراعية ومياه ينابيع الكثيرة منبثقة من المنطقة الفاصلة بين مرتفعات الدحي وسهل بيسان. معظم أراضي قومية تقع شمالي نهر جالود.
قدر عدد سكانها عام 1922 حوالي (405) نسمة، وفي عام 1945 (440) نسمة، ويحيط بالقرية مجموعة من المواقع الأثرية أهمها: خربة جبع وتل الشيخ حسن في الجنوب وفيهما مغائر وصهاريج منقورة في الصخر. قامت المنظمات الصهيونية المسلحة بهدم القرية وتشريد أهلها البالغ عددهم عام 48 (510) نسمة، وكان ذلك في 26-3-1948. ويبلغ مجموع اللاجئين من هذه القرية في عام 1998 حوالي (3134) نسمة. وعلى أراضيها أقام الصهاينة مستوطنة " عين حارود [الإنجليزية]" سنة 1921، وقد قسمت «عين حارود» في أوائل الخمسينيات إلى جزئين عين حرود-إحور.

## القرية اليوم
الموقع بكامله مسيّج. وتنمو أشجار اللوز والتوت والرمان ونبات الصبّار حول الحطام المبعثر في موقع القرية. كما تنمو أشجار السرو بين أنقاض مدرسة القرية. ويزرع سكان مستعمرات تل يوسف وعين حرود- إحود وعين حرود- ميئوحاد الأرض الواقعة جنوبي القرية، بينما يزرع سكان مستعمرة غيفع الأرض الواقعة غربي القرية.

## المغتصبات الصهيونية على اراضي القرية
في سنة 1921، أقام الصهيونيون مستعمرة عين حرود على ما كان تقليدياً أرضاً تابعة للقرية، إلى الجنوب من موقعها. وفي أوائل الخمسينات قُسّمت عين حرود قسمين مستقلين، يتبع كل منهما جناحاً مختلفاً من أجنحة حركة الاستيطان، هما: عين حرود أو إحود، وعين حرود- ميئوحاد. تقع الأولى على أراضي قومية، بينما تقع الثانية على أراضي قرية تمرة العربية التي ما زالت قائمة. أمّا مستعمرة غيفع، التي أُقيمت أيضاً في سنة 1921، فهي على بعد نحو كيلومترين إلى الغرب من موقع القرية، لكن لا على أراضيها.

## أعلامها
- إبراهيم الخطيب: (1938 - 5 فبراير 2011) شاعر وطبيب.
- أديب أبو علوان: أديب وإعلامي.[9]